# 鞘蛾属
鞘蛾属（学名：Coleophora）为鞘蛾科的一个属。

## 下属物种
本属包括以下物种：